# Solarização
Solarização, também conhecida como efeito Sabattier, é uma técnica fotográfica desenvolvida pelo francês Armand Sabattier em 1862 e consiste na inversão dos valores tonais de algumas áreas da imagem fotográfica. O efeito era obtido através da rápida exposição à luz da imagem durante seu processamento.